# Christer Danielsson
Christer Danielsson, född 1961, är en svensk advokat. Han var Sveriges advokatsamfunds ordförande 2017–2019.
Danielsson avlade juristexamen vid Uppsala universitet. Han läste även kurser i statsvetenskap och filosofi. Han tjänstgjorde som tingsnotarie vid Uppsala tingsrätt åren 1990–1991. Han började arbeta som biträdande jurist vid Lagerlöf & Leman 1991 och gick vidare till Gernandt & Danielsson 1992, där han blev advokat 1997 och partner 1998–2006 samt managing partner 2001–2004. Danielsson arbetar idag på Advokatfirman Danielsson & Nyberg och äger advokatfirman tillsammans med advokaten Per Nyberg.
Han är styrelseledamot i Sveriges Radios styrelse.